# Régis Charlet
Régis Édouard Klebert Charlet (ur. 4 maja 1920 w Chamonix, zm. 31 października 1998 w La Tronche) – francuski skoczek narciarski, uczestnik Zimowych Igrzysk Olimpijskich 1948.
Charlet wziął udział w konkursie skoków rozegranym w ramach zimowych igrzyskach olimpijskich w Sankt Moritz w 1948. Po skokach na 58 i 59,5 metra uplasował się na 26. pozycji.